# Carl-Olof Sjögren
Carl-Olof Sjögren, folkbokförd Karl Olof Emanuel Sjögren, född 24 maj 1906 i Norrköpings Hedvigs församling i Östergötlands län, död 17 juni 1979 i Vallentuna församling i Stockholms län, var en svensk bokförläggare. 
Carl-Olof Sjögren grundade tillsammans med Hans Rabén bokförlaget Rabén & Sjögren 1941.
Sjögren var son till målarmästaren Konrad Julius Sjögren och Emma Karolina Karlsdotter. Han var från 1935 gift med Valborg Nygren (1907–1998). En dotter till dem var bokförläggaren Gunnel Rådahl (1935–2021).